# 愛知県道122号勝幡停車場線

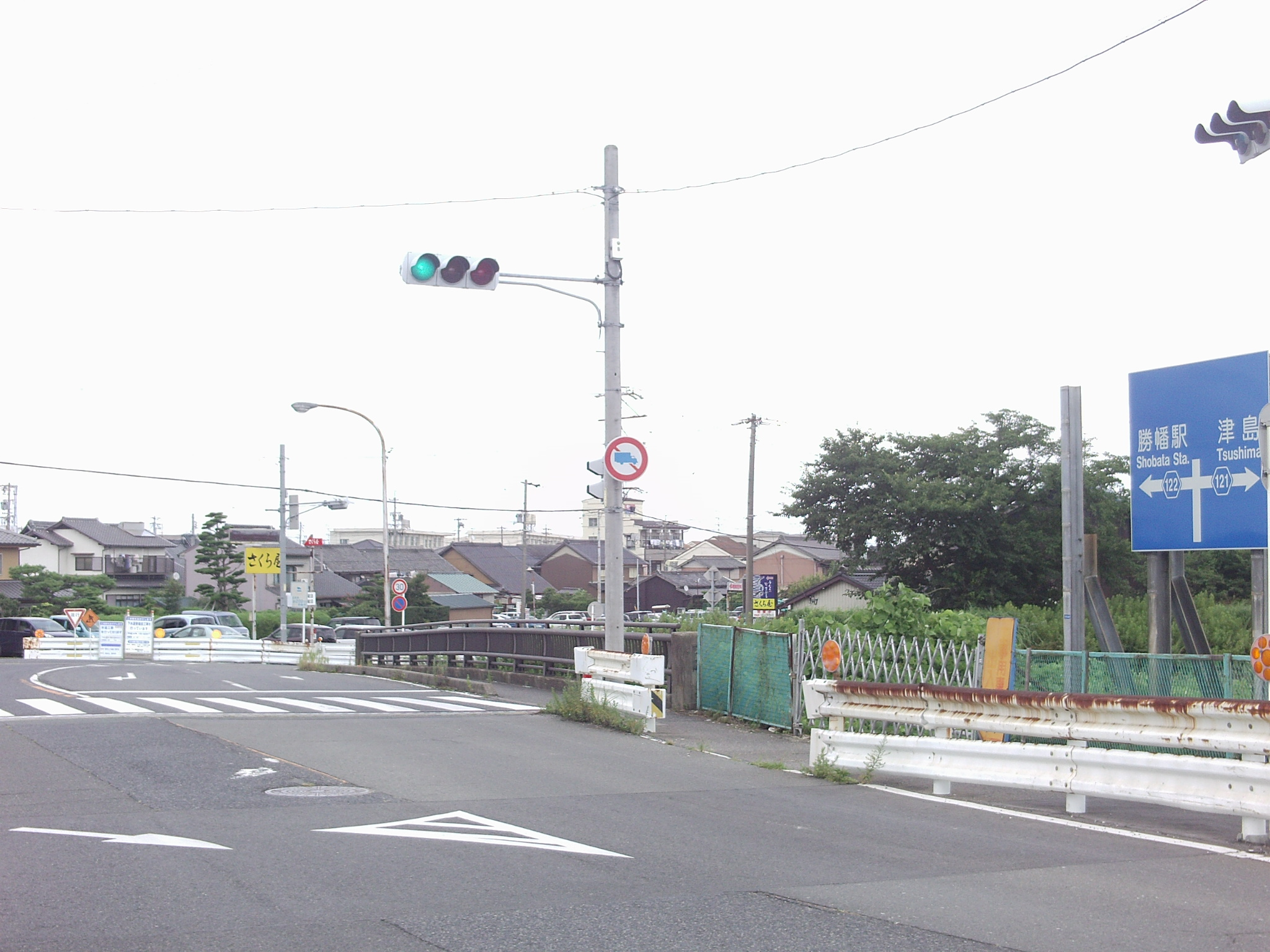
終点側。塩畑橋付近。（2011年8月）

愛知県道122号勝幡停車場線（あいちけんどう122ごう しょばたていしゃじょうせん）は、愛知県愛西市勝幡町と同県同市小津町を結ぶ、かつて存在した一般県道である。2014年3月28日愛知県告示第175号により2014年3月31日をもって廃止された。

## 概要

### 路線データ
- 起点：愛知県愛西市勝幡町（勝幡停車場：名鉄津島線）
- 終点：愛知県愛西市小津町
- 路線延長：約450m

## 沿革
- 1959年（昭和34年）12月15日  認定
- 2014年（平成26年）3月31日  廃止

## 通過する自治体
- 愛知県
  - 愛西市

## 接続する道路
- 愛知県道121号津島稲沢線（愛西市）